# Галька з Макапансгату
Галька з місцевості Макапансгат (близько 3.000.000 років тому) — 260-грамовий червонясто-коричневий яшмовий кругляк з природними сколами і наносними утвореннями, які роблять його схожим на грубо витесане обличчя. 
Галька була знайдена в печері на віддалі від будь-якого можливого природного джерела, в шарі поруч із кістками Australopithecus africanus. Місце знаходження печери — місцевість Макапансгат, провінція Лімпопо, Південна Африка, що входить у список пам'яток національної спадщини ПАР. 
Хоча це, безумовно, не рукотворний об'єкт, поширена точка зору пов'язує камінь з діяльністю австралопітеків. Найближча до печери місцевість, з якої міг бути перенесений камінь, це берег в долині на віддалі 4,9 або (за іншими джерелами) 32 км. Об'єкт міг привабити мавп незвичним кольором, круглою формою та природним "малюнком", подібним до грубо витесаного обличчя. Підібраний та залишений у печері камінь є, можливо, найранішим прикладом символічного мислення або естетичного почуття в пралюдській спадщині. Це робить гальку з Макапансгату кандидатом на звання найдавнішого відомого науці манупорта. 
Вчитель Вілфред І. Ейзман знайшов його в долеритовій печері в долині Макапан на північ від Мокопане, Лімпопо в 1925 році та запросив до досліджень відомого антрополога, Раймонда Дарта. Той згадав про камінь спершу в журнальній статті (How human were the South African man-apes? Dart, R. A., South African Panorama, November 1959, pp. 18–211), а згодом уже в науковому виданні (The Waterworn Australopithecine Pebble. Dart, R. A., South African Journal of Science Vol. 70, June 1974). В 1967 в програмі BBC (The Roots of Art, BBC 2) за участю доктора Кеннета Оклі (Kenneth Oakley) з Британського музею прозвучала думка, що "макапанська голова є явним прикладом розпізнання австралопітеком обличчя, що можна вважати одним з витоків мистецтва" (оригінальний текст: "the Makapan head (represented) an apparent case of recognition of the face of Australopithecus, which could be counted as one of the roots of art"). 
Гальку з Макапансгату не можна розглядати як мистецтво в звичайному сенсі слова, оскільки об'єкт був знайдений і не оброблений. Тим не менш, те, що австралопітеки, можливо, впізнали в камені обличчя, показує, що ранні гомініди мали певну здатність до символічного мислення, необхідного для розвитку мистецтва та мови. Залишається неясним, чи ранній гомінід розглядав цей об'єкт дійсно як обличчя, портрет, чи він мав магічні уявлення щодо цього об'єкту, чи просто захоплювався незвичним виглядом каменя. 
Однак в ширшому сенсі, це можна вважати мистецьким об'єктом, так званим ready-made. 